# سيستاو

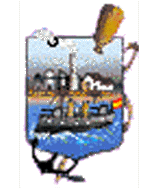
شعار البلدية

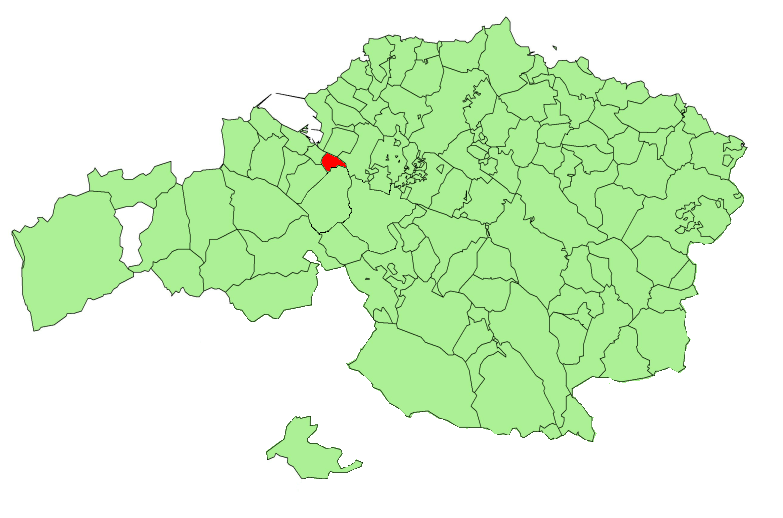
موقع البلدية

بلدية سيستاو (بالإسبانية: Sestao)‏ هي بلدية تقع في مقاطعة بيسكاي, التي تقع في منطقة الباسك شمالي إسبانيا.

## أعلام
- جون لوبيز
- خوسيه لويس بانيثو
- غونزالو دياز
- أمادور بالما
- أندريس غارسيا لا كال
- جون غونزاليس

## وصلات خارجية
- (بالإسبانية)